# ヴィクトリア・シルヴステッド

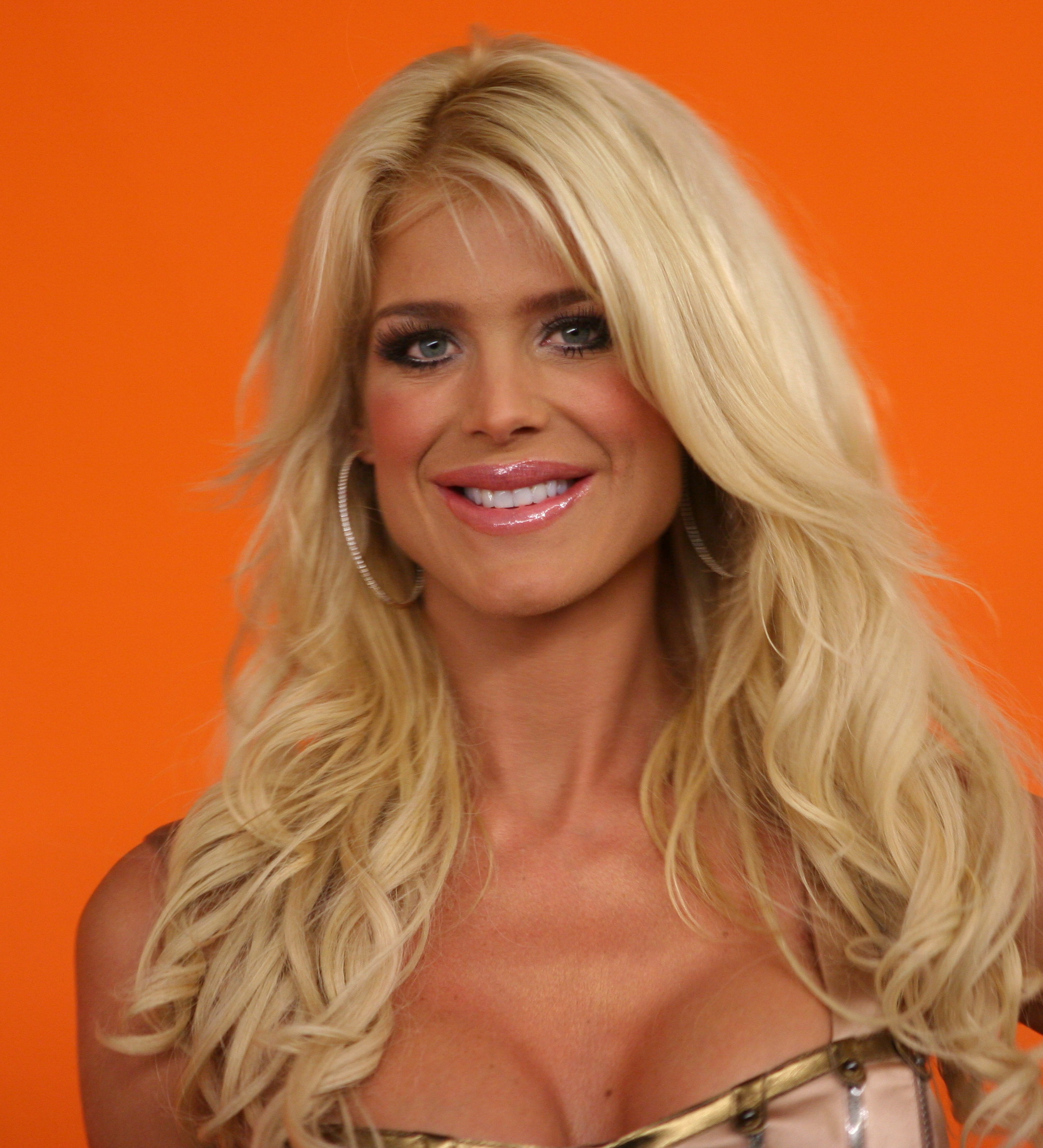
ヴィクトリア・シルヴステッド

ヴィクトリア・シルヴステッド（Karen Victoria Silvstedt、1974年9月19日 - ）は、スウェーデンのシェレフテオ (sv:Skellefteå) 出身のグラマーモデル、女優。身長179cm/バスト90/ウェスト63/ヒップ91。1993年のミス・スウェーデンとなっている。PLAYBOYのプレイメイトとして活躍した。
少女時代には、アルペンスキーのスウェーデン代表となりスーパー大回転でスウェーデン国内ランキング4位となって将来のオリンピック候補にもなっていた。しかし16歳の時の事故が原因でスキー選手への道をあきらめた。

## モデルとしての活動
1993年、ミス・スウェーデンで二位になり、同年のミス・ワールドの最終選考に残った。

1995年、刊行された『美少女紀行』（北欧編7号 撮影：高橋生建）に登場した。

1996年、米誌「PLAYBOY」掲載が転機となる。96年12月※の月間プレイメイト、1997年の年間プレイメイトに選ばれた（注※日本語版では、97年2月号に当たる）。

## 映画女優としての活動
「The Independent」(2000年)、「Out Cold」 (2001年)、「Boat Trip」(2002年)などに出演した後、3年間のブランクを経て「Carry on London」(2007年)に出演を果たしている。スウェーデン語の他に、フランス語、イタリア語、英語を話すことができ何本かのイタリア映画にも出演している。